# Omnia sunt communia

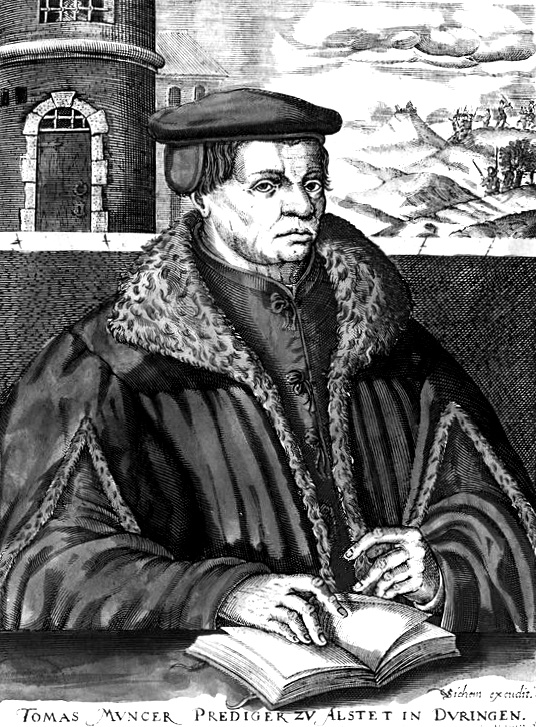
Thomas Müntzer

Omnia sunt communia es una expresión del latín que significa «todo es común» o «todo es de todos». Se origina de la traducción al Latín del libro de la biblia Hechos de los Apóstoles, y ha sido históricamente utilizada como slogan por los movimientos del cristianismo revolucionario y Comunismo Cristiano.

## Historia
La expresión fue utilizada como grito de batalla por el pastor protestante reformista alemán Thomas Müntzer, una de las figuras más importantes del cristianismo revolucionario, así como uno de los jefes de los rebeldes en la Guerra de los campesinos alemanes.
Lo que posiblemente ignoraban los campesinos alemanes, es que su grito de guerra procedía de una conocida sentencia de Tomás de Aquino: In extrema necessitate omnia sunt communia, o sea, «en casos de extrema necesidad todo es común». Cabe decir que Tomás de Aquino fue durante toda su vida un defensor de la propiedad privada, y en su tratado teológico, Summa Teologica, este filósofo cristiano dedicó una serie de capítulos a la economía, en los que legitimó la propiedad de bienes así como la actividad comercial y mercantil; ahora bien, Tomás de Aquino también creía que la propiedad privada debía palidecer en casos de extrema dificultad y pasar a ser común.
El inquisidor Aymerich refirió la expresión a la doctrina de los dulcinistas: omnia communia esse docebant, etiam uxores («todo es común, enseñaron; incluso las esposas»).

## Usos posteriores
- Tras las elecciones municipales de la ciudad de Madrid en 2015, varios concejales incluyeron la expresión en su juramento.[5]
- La expresión es reivindicada como expresión de la cooperación colectiva o el apoyo mutuo para desmitificar la noción del homo œconomicus.[6]
- La editorial Traficantes de Sueños utiliza la expresión como lema.[7]